# 利根川橋 (東関東自動車道)

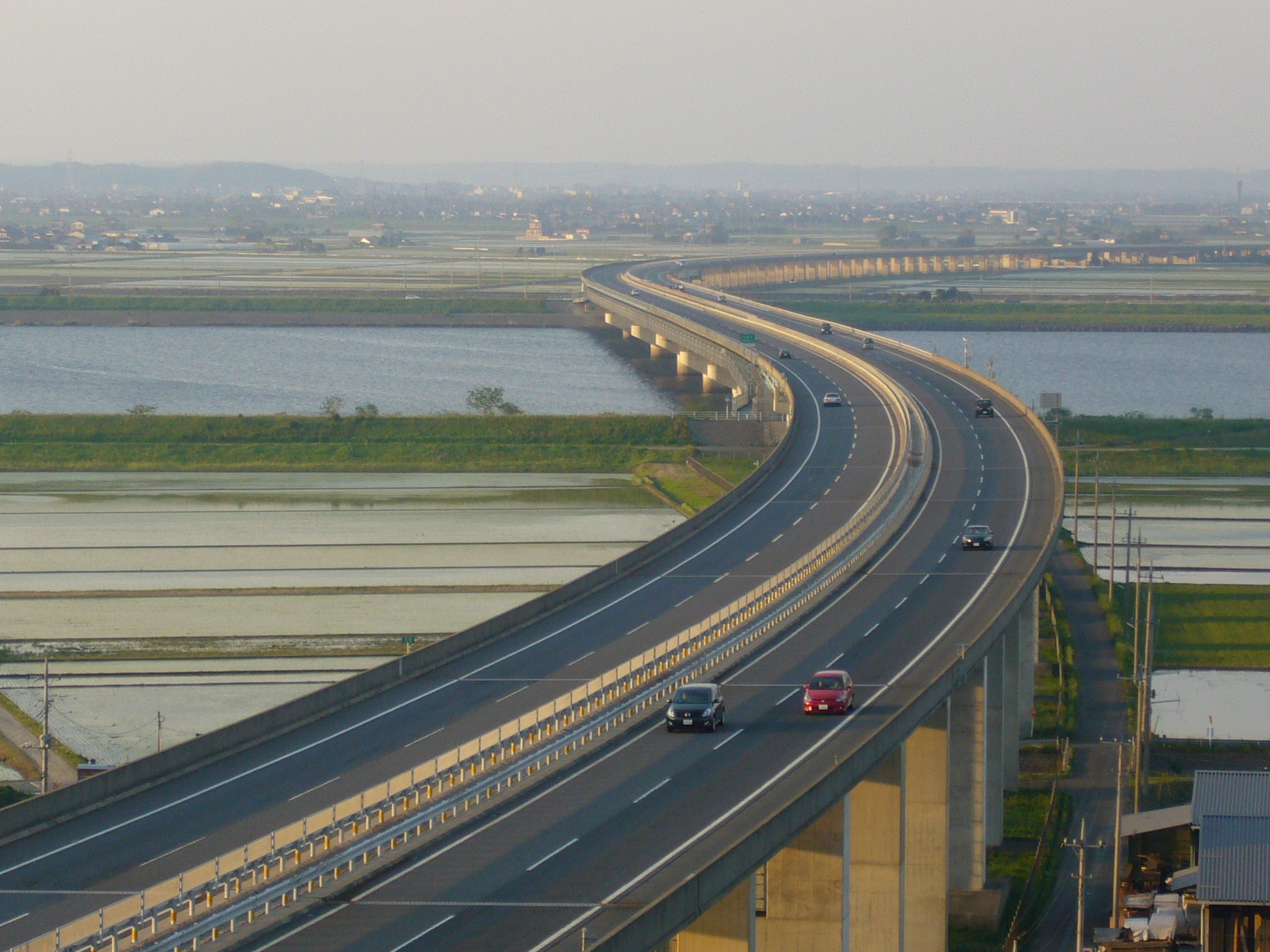
佐原PAからの利根川橋

利根川橋(とねがわばし)は、千葉県香取市大倉にある東関東自動車道の利根川にかかる橋である。長さ630m。

## 歴史
- 1987年(昭和62年)11月20日 - 佐原香取IC～潮来IC開通とともに供用開始。

## 隣
E51 東関東自動車道
(12)佐原香取IC - 佐原PA - 利根川橋 - (13)潮来IC

## その他
- 高速道路橋であるが、橋の上流側の側面に千葉県道404号銚子小見川佐原自転車道線の一部である自転車歩行者道が設置されている。この橋の完成により、香取市の大倉と大倉新田が結ばれ、小学校や中学校への通学などに利用されていた大倉渡船が廃止された。

## 隣の橋梁
東関東自動車道
利根川橋 - 常陸利根川橋
利根川
水郷大橋 - 利根川橋梁 - 利根川橋 - 小見川大橋  - 利根川大橋